# Keeping Mum
Keeping Mum é um filme britânico de 2005, do gênero humor negro, dirigido por Niall Johnson. Sua estreia se deu em 2 de dezembro de 2005.

## Elenco
- Rowan Atkinson - Reverendo Walter Goodfellow
- Kristin Scott Thomas - Gloria Goodfellow
- Maggie Smith - "Grace Hawkins"
- Patrick Swayze - Lance
- Tamsin Egerton - Holly Goodfellow
- Toby Parkes - Petey Goodfellow
- Liz Smith - Mrs. Parker
- Emilia Fox - Rosie Jones
- James Booth - Mr. Brown
- Patrick Monckton - Bob
- Rowley Irlam - Ted
- Vivienne Moore - Mrs. Martin